# Apollo 4
Apollo 4 (angleško Apolon 4) je bila vesoljska odprava brez človeške posadke v Nasinem Programu Apollo, kjer je prvič poletela raketa nosilka Saturn V ter prvič njeni stopnji S-IC in S-II. Odprava se je začela 9. novembra 1967 in je trajala slabih devet ur na Zemljinem tiru.

## Cilji odprave
To je bil prvi polet rakete nosilke Saturn V, največje zgrajene sploh. Raketa je tudi prvič vzletela z izstrelitvenega kompleksa LC-39, ki so ga zgradili posebej za to raketo. Prvič sta vzleteli prva stopnja S-IC in druga stopnja S-II, prvič pa so ponovno vžgali tretjo stopnjo S-IVB v Zemljinem tiru. Tudi plovilo Apollo je prvič ponovno vstopilo v ozračje pri hitrostih, ki so bile podobne tistim na Luninem tiru. Zaradi teh prvih dogodkov je bilo v raketi in plovilu 4098 merilnih inštrumentov.